# Списак председника ФИФА
Следи списак председника Међународне фудбалске федерације (ФИФА), водећег тела светске фудбалске асоцијације.
Председници Данијел Бурли Вулфал, Родолф Силдрејерс и Артур Друври су умрли током свог мандата.
Актуелни председник је швајцарски Италијан Ђани Инфантино, изабран 26. фебруара 2016. године током ванредне седнице Конгреса ФИФА. Пре свог избора, Камерунац Иса Хајату био је вршилац дужности председника након опозива Сепа Блатера 8. октобра 2015, коме је 21. децембра 2015. изречена осмогодишња забрана свих активности у вези са фудбалом (смањена на шест година 24. фебруара 2016.), која је обновљена на шест година.

## Председници ФИФА
| Бр. | Портрет       | Име (Рођење–Смрт)                       | Мандат                | Мандат                       | Мандат              | Националност           |
| Бр. | Портрет       | Име (Рођење–Смрт)                       | Преузео дужност       | Напустио                     | Дужина мандата      | Националност           |
| --- | ------------- | --------------------------------------- | --------------------- | ---------------------------- | ------------------- | ---------------------- |
| 1   |               | Робер Герен (1876–1952)                 | 22. мај 1904.         | 4. јун 1906.                 | 2 године, 12 дана   | Француска              |
| 2   |               | Денијел Берли Вулфал (1852–1918.)       | 4. јун 1906.          | 24. октобар 1918. (умро)     | 12 година, 142 дана | Енглеска               |
| –   |               | Кларк Антон Вилхелм Хиршман (1877–1951) | 24. октобар 1918.     | 28. август 1920.             | 1 година, 309 дана  | Холандија              |
| –   |               | Жил Риме (1873–1956)                    | 28. август 1920.      | 1 March 1921                 | 33 године, 297 дана | Француска              |
| 3   | 1. март 1921. | Жил Риме (1873–1956)                    | 21. јун 1954.         |                              | 33 године, 297 дана | Француска              |
| 4   |               | Родолф Силдрејерс (1876–1955)           | 21. јун 1954.         | 7. октобар 1955. (умро)      | 1 година, 108 дана  | Белгија                |
| –   |               | Артур Друри (1891–1961)                 | 7. октобар 1955.      | 9. јун 1956.                 | 5 година, 169 дана  | Енглеска               |
| 5   | 9. јун 1956.  | Артур Друри (1891–1961)                 | 25. март 1961. (умро) |                              | 5 година, 169 дана  | Енглеска               |
| –   |               | Ернст Томен (1899–1967)                 | 25. март 1961.        | 28. септембар 1961.          | 187 дана            | Швајцарска             |
| 6   |               | Стенли Раус (1895–1986)                 | 28. септембар 1961.   | 8. мај 1974.                 | 12 година, 222 дана | Енглеска               |
| 7   |               | Жоао Авеланж (1916–2016)                | 8. мај 1974.          | 8. јун 1998.                 | 24 године, 31 дан   | Бразил                 |
| 8   |               | Сеп Блатер (born 1936)                  | 8. јун 1998.          | 8. октобар 2015. (impeached) | 17 година, 122 дана | Швајцарска             |
| –   |               | Иса Хајату (рођен 1946.)                | 8. октобар 2015.      | 26. фебруар 2016.            | 141 дан             | Камерун                |
| 9   |               | Ђани Инфантино (born 1970)              | 26. фебруар 2016.     | Данас                        | 9 година, 55 дана   | Швајцарска / · Италија |

Белешке
1. ↑  Проглашен за почасног секретара ФИФА
2. 1 2  ФИФА је стављена под контролу Жила Римеа као председавајућег током Летњих олимпијских игара 1920.]] у Антверпену, Белгија.[6][7]
3. ↑  Проглашен за почасног председника ФИФА 21. јуна 1954.
4. ↑  Проглашен за почасног председника ФИФА 11. јуна 1974.
5. ↑  Проглашен за почасног председника ФИФА 8. јуна 1998.
6. ↑  Након суспензије, Блатеру је 21. децембра 2015. изречена осмогодишња забрана свих активности везаних за фудбал (смањена на шест година 24. фебруара 2016.), која је обновљена на шест година 24. марта 2021.[5][8]
7. ↑  Након привремене забране за Сепа Блатера, Иса Хајату је преузео функцију председника ФИФА на привременој основи у складу са чланом 32(6) Статута ФИФА јер је Хајату био потпредседник са најдужим стажем у Извршном комитету ФИФА.[9]